# Margrit Schulz
Margrit Schulz (* vor 1945, alternative Schreibweise: Margit Schulz) ist eine deutsche Filmeditorin. Sie zählt neben Monika Schindler zu den wenigen DDR-Schnittmeisterinnen, denen es auch nach der Wende gelang, ihre Karriere erfolgreich und vielbeschäftigt weiterzuführen.

## Leben und Werk
Schulz studierte bis 1963 an der damals noch Deutsche Hochschule für Filmkunst genannten Filmuniversität Babelsberg. Ihre Abschlussarbeit in der Fachrichtung Schnitt trägt den Titel Symbole und Sinnbilder als Ergebnis der Montage in dem Film "Klarer Himmel".
Insgesamt 18 Folgen der Reihe Polizeiruf 110 und 17 Folgen der Reihe Tatort weisen Margrit Schulz als äußerst gefragte und schaffensfrohe Krimi-Editorin aus. Dazu kommen noch 5 Folgen der Reihe Wolffs Revier, die alle im Jahr 1995 gesendet wurden.
In mehreren Vor- und Abspännen wird ihr Name als Margit Schulz geschrieben, etwa bei Tatort: Ein Fall für Ehrlicher (1992) und Tatort: Bomben für Ehrlicher (1995).

## Filmografie (Auswahl)
| - 1972: Polizeiruf 110: Verbrannte Spur - 1973: Polizeiruf 110: Siegquote 180 - 1974: Polizeiruf 110: Lohnraub - 1975: Polizeiruf 110: Der Mann - 1977: Polizeiruf 110: Kollision - 1980: Polizeiruf 110: In einer Sekunde - 1982: Polizeiruf 110: Im Tal - 1983: Polizeiruf 110: Der Selbstbetrug - 1985: Polizeiruf 110: Traum des Vergessens - 1985: Polizeiruf 110: Der zersprungene Spiegel - 1986: Polizeiruf 110: Bedenkzeit - 1989: Polizeiruf 110: Variante Tramper - 1993: Polizeiruf 110: In Erinnerung an … - 1995: Polizeiruf 110: Grawes letzter Fall - 1996: Polizeiruf 110: Der Pferdemörder - 1996: Polizeiruf 110: Lauf oder stirb - 2001: Polizeiruf 110: Jugendwahn - 2010: Polizeiruf 110: Schatten | - 1992: Tatort: Ein Fall für Ehrlicher - 1992: Tatort: Tod aus der Vergangenheit - 1995: Tatort: Bomben für Ehrlicher - 1997: Tatort: Der Tod spielt mit - 1998: Tatort: Tanz auf dem Hochseil - 1999: Tatort: Todesangst - 1999: Tatort: Fluch des Bernsteinzimmers - 2000: Tatort: Einsatz in Leipzig - 2000: Tatort: Von Bullen und Bären - 2001: Tatort: Trübe Wasser - 2001: Tatort: Totenmesse - 2003: Tatort: Außer Kontrolle - 2004: Tatort: Waidmanns Heil - 2004: Tatort: Teufelskreis - 2005: Tatort: Tiefer Fall - 2005: Tatort: Freischwimmer - 2006: Tatort: Sonnenfinsternis |

| - 1969: Der Engel im Visier (Doku-Drama) – Regie: Lothar Bellag - 1971: Anlauf (Fernsehfilm) – Regie: Egon Günther - 1974: Der erste Urlaubstag – Regie: Richard Engel - 1975–1979: Der Staatsanwalt hat das Wort (TV-Reihe, 3 Folgen) - 1978/1990: Guten Morgen, du Schöne: Susanne/Gudrun/Angela - 1990: Drei Wohnungen – Regie: Jurij Kramer - 1991: Trutz – Regie: Hans-Werner Honert - 1991: Lord Hansi – Regie: Michael Knof - 1995: 4. Staffel (5 Episoden) - 1997: Ärzte – Vollnarkose - 2001: Die Pferdefrau – Regie: Gabi Kubach - 2003: Tage des Sturms – Regie: Thomas Freundner - 2005: Schnauze voll (Kinofilm) – Regie: Peeter Simm - 2009: Schneewittchen – Regie: Thomas Freundner |